# Yowlys Bonne
Yowlys Bonne Rodríguez (2 de noviembre de 1983) es un luchador cubano de lucha libre. Participó en los Juegos Olímpicos de Londres 2012 en la categoría de 60 kg, consiguiendo un 14.º puesto. Dos veces compitió en Campeonatos Mundiales consiguiendo una medalla de bronce en 2014. Obtuvo dos medallas en los Juegos Panamericanos, de oro en 2015. Ganó tres medallas en Campeonato Panamericano, de oro en 2005 y 2012. Representó a su país en la Copa del Mundo de 2015 clasificándose en la séptima posición. Campeón del Mundo en Budapest 2018.